# Viticulture en Inde

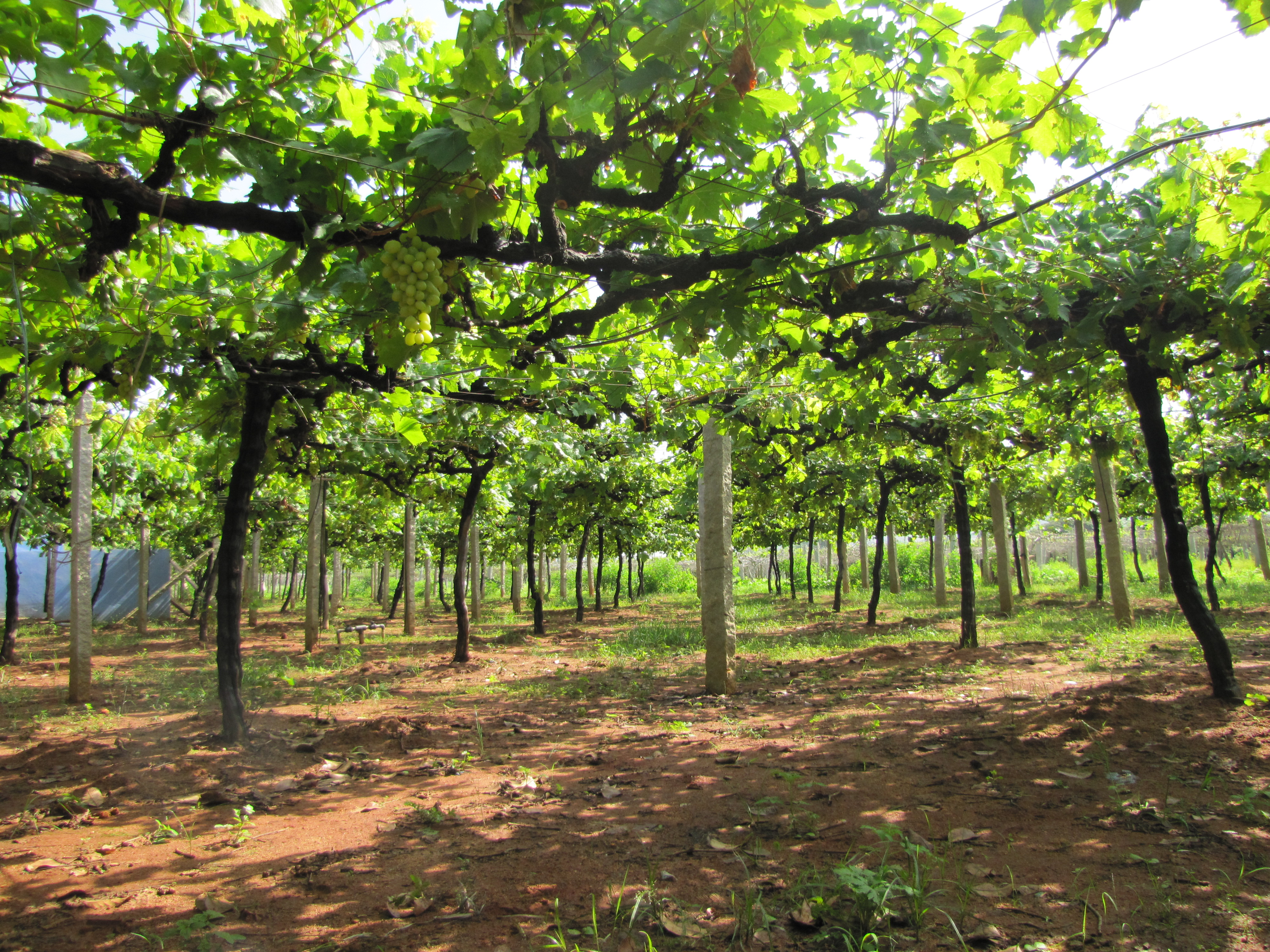
Vignoble en hautain, au Kerala, État indien situé au sud-ouest de la péninsule indienne

La viticulture en Inde est un secteur économique marginal mais en développement. La production concerne essentiellement du raisin de table.

## Historique
Des écrits attestent de la présence de la vigne il y a trois mille ans en Inde, cependant le développement de la culture de cépages « domestiqués » date du XIVe siècle, lors de leur introduction par les Perses au nord du pays. La viticulture a lentement gagné le sud du pays, puis l'expansion s'est ensuite accélérée avec l'arrivée de missionnaires chrétiens au XIXe siècle. Le besoin de vin pour l'eucharistie a considérablement étendu l'aire de culture. Cependant, la viticulture comme entité commerciale n'a réellement débuté que dans les années 1970. Entre 1990 et 2005, la surface a plus que doublé, passant de 25 000 hectares à 58 000 hectares. 

## Production

### Raisin de table

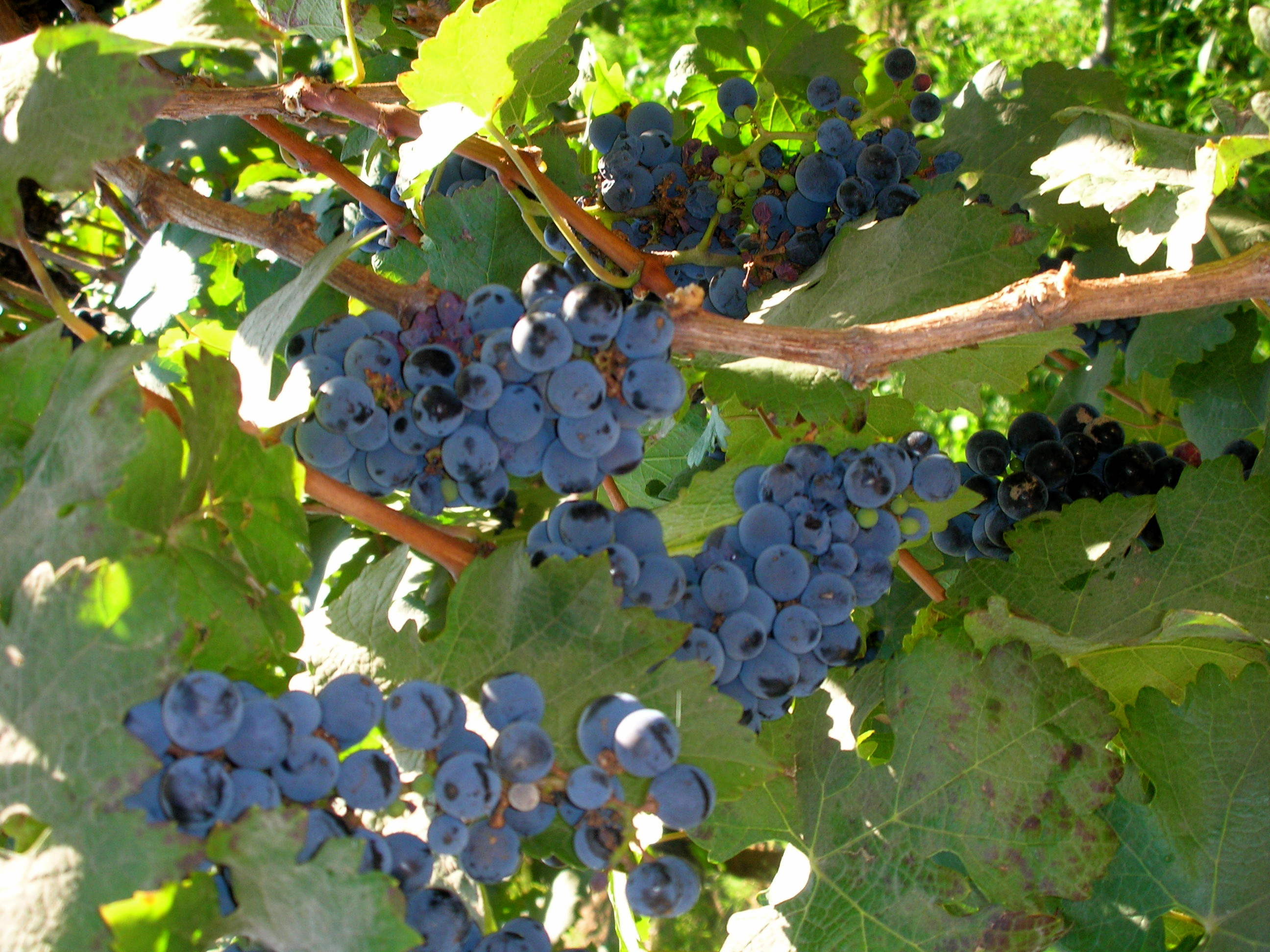
Raisins de table

L'Inde n'est pas un pays de tradition vinicole et les habitants ne sont pas des consommateurs habituels de vin au pays du thé. La production est majoritairement orientée vers la production de raisin de table. Le cépage le plus cultivé est le thomson seedless, nom de la sultanine dans les pays anglophones. 
La production de raisin frais était de 1 470 000 tonnes en 2005. La spécialisation poussée en viticulture à raisin de table donne une productivité exceptionnelle. Avec près de 25 tonnes par hectare, il s'agit du record mondial. Le revers de la médaille est que cette production intensive à l'aide d'engrais a contribué à polluer les sols et à fragiliser la vigne : la pression des ravageurs, toujours plus importante, oblige à traiter de plus en plus la culture.
La production alimente essentiellement un marché intérieur qui commence à saturer. La vigueur de la concurrence à l'export et le niveau qualitatif perfectible devraient conduire les nouvelles plantations à être plus réduites et la progression fulgurante des surfaces à se tasser dans un futur proche. L'Inde occupe le douzième rang mondial pour la production de raisin.

### Vin

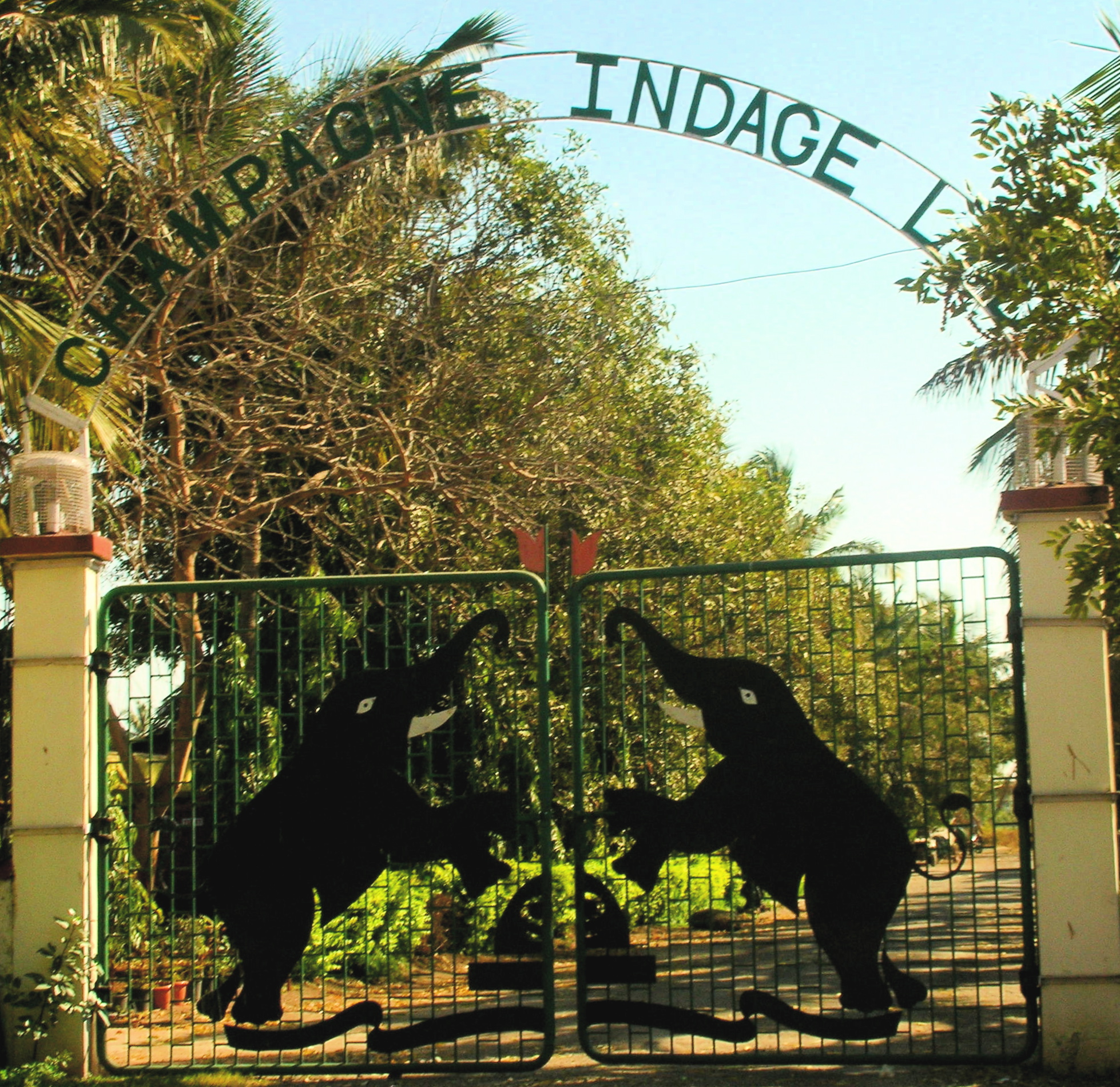
Entrée du château Indage, avec la notification Champagne Indage

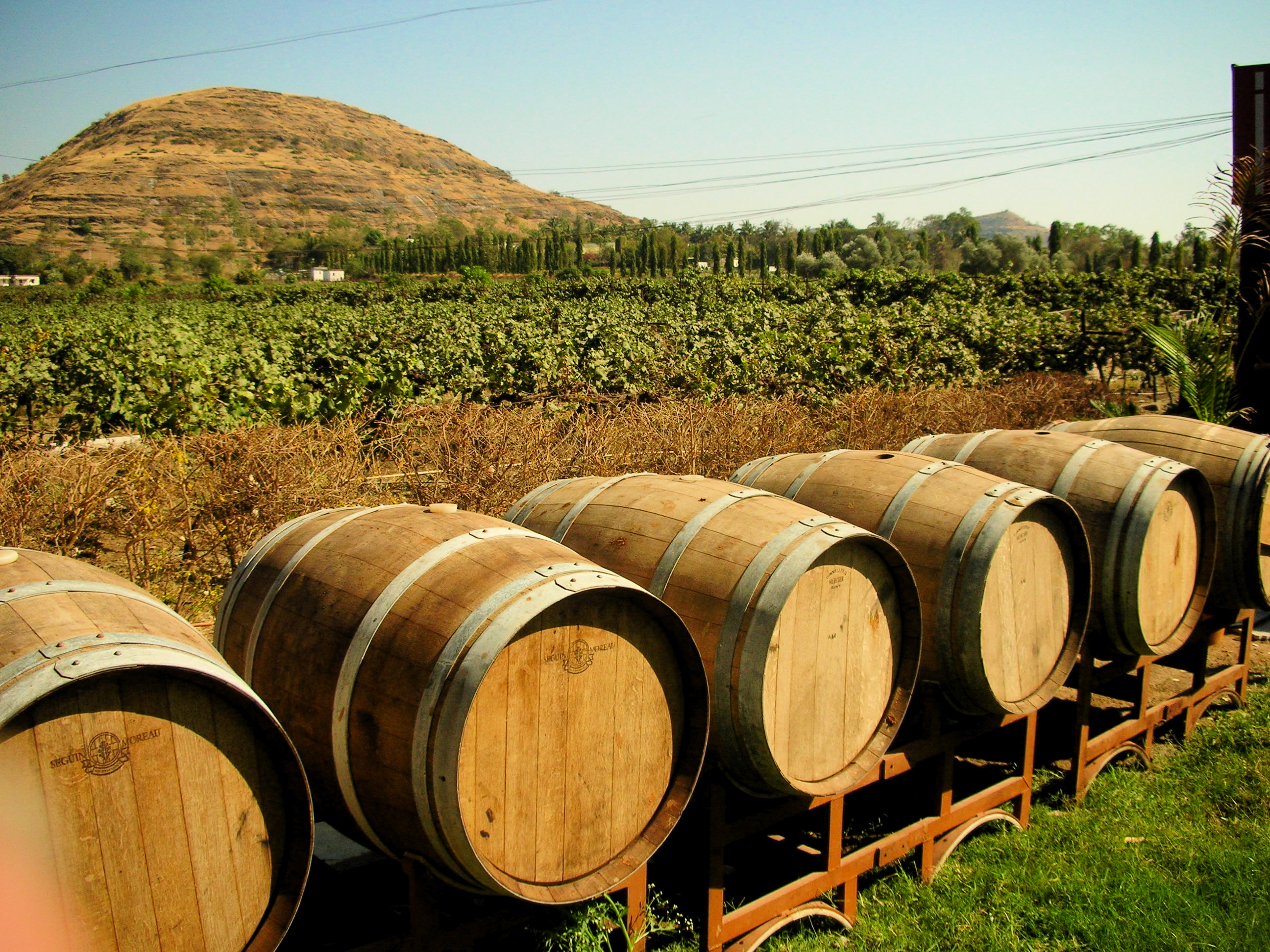
Barriques neuves à Narayangaon

La production de vin a débuté en 1982 avec la plantation de vignes à cépages de cuve dans l'État de Maharashtra. Cette région concentre 80 % de la surface indienne destinée au vin. En 2008, la production de 100 000 hectolitres se partage entre une cinquantaine de domaines. La surface représente 3000 hectares et s'accroit régulièrement. L'explosion de la consommation locale en lien avec l'enrichissement de la classe moyenne attire les convoitises. De grands groupes de boissons alcoolisées ont créé des domaines ou des caves qui achètent de la vendange. Le rythme des plantations est freiné par le prix du terrain, la loi qui réserve les terres agricoles aux Indiens, la concurrence d'autres cultures aussi rentables et la faible quantité de plants de vigne disponibles. Le prix du vin est donc supérieur à celui du marché mondial et ne doit sa survie qu'aux lourdes taxes sur les importations.

## Géographie

### Répartition du vignoble
L'État de Maharashtra se taille la part du lion avec 40 000 hectares sur un total de 57 000 ha en 2005.

### Climatologie

Climat de mousson en Inde

Le climat indien n'est pas des plus favorables à la culture de la vigne. Il s'agit d'un climat tropical. L'année se décompose en une période très humide et une période sèche. 
La saison des pluies ou mousson de juillet à octobre, entraine une pression des maladies cryptogamiques très forte et demande un calendrier de traitement particulièrement serré. À l'arrivée de la saison sèche, ce sont les ravageurs qui profitent des températures chaudes, cochenilles en particulier. Durant cette période, l'irrigation est une nécessité. 

#### Internet
- « En Inde, le secteur viti-vinicole attire de plus en plus d’investisseurs », juin 2006 (consulté le 28 septembre 2010)

#### Vidéo
- [vidéo] « Inde, les raisins de la modernité » sur Arte, 2019, 26 min.